# Bergas Bästa - partipolitiskt obunden lista
Bergas Bästa - partipolitiskt obunden lista (bbpol) var ett lokalt politiskt parti i Ljungby kommun. I valet 2002 erhöll partiet 288 röster, vilket motsvarade 1,7 procent. Därmed vann Bergas Bästa representation i Ljungby kommunfullmäktige med ett mandat men gick miste om detta mandat i valet 2006. Partiet fanns representerat i kommunfullmäktige sedan valet 1998.